# 伊森可琳
伊森 可琳（いもり かりん、2000年5月10日 - ）は、日本の女子バスケットボール選手である。ポジションはスモールフォワード。Wリーグの富士通レッドウェーブ所属。

## 来歴
広島県出身。
ミニバス時代の1年先輩に山本麻衣がおり、山本を追うように愛知県の藤浪中学校に進学。
中学2年次に全中準優勝を経験するが、3年に進級直前に足の怪我を負ったため、チームは全中に出場した者の伊森はコートに立てなかった。
山本と同じ桜花学園高校に進学し2年生でスターターに名を連ね、インターハイ、ウインターカップを経験するが、またしても3年生のときにインターハイの約1週間前の負傷のため、全国大会出場はなかった。
高校卒業後は東京医療保健大学に進学し、高卒でWリーグ（トヨタ自動車）入りした山本とは初めて別の道を歩んだ。2年次より試合に出場し、インカレ連覇も果たした。
2023年1月、富士通レッドウェーブにアーリーエントリーとして加入。

## 日本代表歴
- 2019年U19ワールドカップ